# Keith Ollerenshaw
Keith Ollerenshaw (* 28. September 1928 in Lakemba, Sydney; † 15. März 2016) war ein australischer Marathonläufer.

## Leben
1953 wurde Ollerenshaw jeweils Zweiter bei der Meisterschaft von New South Wales und bei der Australischen Meisterschaft. 
1955 wurde er Meister von New South Wales. Im Jahr darauf verteidigte er diesen Titel mit seiner persönlichen Bestzeit von 2:22:12 h und qualifizierte sich mit einem zweiten Platz bei der Australischen Meisterschaft für die Olympischen Spiele in Melbourne, bei denen er auf dem 25. Platz einlief.
1959 wurde er erneut Meister von New South Wales. 1962 siegte er bei der Australischen Meisterschaft und wurde Vierter bei den British Empire and Commonwealth Games in Perth.